# Austrognathia christianae
Austrognathia christianae är en djurart som tillhör fylumet käkmaskar, och som beskrevs av Farris 1977. Austrognathia christianae ingår i släktet Austrognathia och familjen Austrognathiidae. Inga underarter finns listade i Catalogue of Life.